# 't Heem (Soest)
 't Heem aan de Oude Tempellaan 14 in Soesterberg is een gemeentelijk monument in de gemeente Soest in de provincie Utrecht.
Het huis werd in 1915 gebouwd naar een ontwerp van de Zeister architect P.M. van der Veen. In 1976 werd de serre aan de achterzijde gesloopt en vervangen door een uitbouw. In 2000 werd de linkerzijde uitgebreid. Het rieten dak is afgewolfd en steekt over. De erker aan de voorzijde heeft glas-in-loodbovenlichten, boven de erker is en balkon. Rechts naast de erker is een portiek met de toegangsdeur. Alle bovenlichten hebben een roedenverdeling.